# Саргаскаев, Сансызбай Биболатович
Сансызбай Саргаскаев (каз. Сансызбай Сарғасқаев; 29 апреля 1925, с. Сулутор, Кордайский район — 25 июля 1995, Алматы) — советский и казахский детский писатель.

## Биография
Родился в 1925 году в ауле Шарбакты Красногорского района Джамбулской области (сейчас — Кордайский район). Происходит из рода жаныс племени дулат
В 1942—1943 годах литсотрудник, ответственный секретарь районной газеты «Красногорец».
В 1943—1948 гг. служил в Красной Армии; участник Великой Отечественной войны.
С 1949 по 1963 — заведующий отделом, ответственный секретарь, главный редактор газеты «Қазақстан пионері». С 1963 по 1972 — зав. отделом и ответственный секретарь редакции журнала «Жұлдыз».
Первые рассказы написал в 1950 г., печатался в издательствах с 1952 г. Книги переведены на русский, узбекский, белорусский, каракалпакский, киргизский языки.

## Творчество
- Сулутор : Роман / Сансызбай Саргаскаев. — Алма-Ата : Жазушы, 1983. — 277 с.; 20 см;
- «Друзья» (1953)
- «В одном вагоне» (1952)
- «Сауле и ее друзья» (1954)
- «Новые друзья Сауле» (1959)
- В одном отряде [Текст] ; Новые друзья Сауле : Повести : [Для детей] / [Пер. с каз. П. Якушев]; [Ил.: Н. Гаев]. — Алма-Ата : Казгослитиздат, 1958. — 143 с., 1 л. портр. : ил.; 23 см.
- Мы с одной улицы [Текст] : Повесть : [Для детей] / Пер. с каз. Е. Еланчик; [Ил.: А. Долгополов]. — Алма-Ата : Жазушы, 1967. — 147 с. : ил.; 20 см.
- «Сломанный зуб» (1963)
- «Веселые ребята» (1966)
- Вожатый : Повесть : [Для ст. шк. возраста] / Сансызбай Саргаскаев; Худож. А. Таменов]. — Алма-Ата : Жалын, 1986. — 245,[1] с. : ил.; 17 см;
- Бумага и ручка : Рассказы, басни. [Для мл. шк. возраста] / Сансызбай Саргаскаев; [Худож. Г. Баянов]. — Алма-Ата : Жалын, 1984. — 64 с. : цв. ил.; 22 см. — (Книга за книгой).
- Повести / Сансызбай Саргаскаев, Касым Кайсенов; [Вступ. ст. Б. Ибрагимова; Худож. К. Бекенов]. — Алма-Ата : Жалын, 1990. — 460,[3] с.; 22 см. — (Б-ка каз. дет. лит.; Т. 9).; ISBN 5-610-00525-6